# 香港電台香港之聲台
香港電台香港之聲台（英語：RTHK CNR/HK），前称香港電台第六台（英語：RTHK Radio 6），是香港電台旗下的一個廣播頻道，於1989年12月3日啟播，為香港電台其中一個轉播頻道。該台頻率為AM 675 kHz，目前全日二十四小時轉播中央人民廣播電台香港之聲。

## 歷史
香港電台第六台於1989年12月3日啟播時以英語廣播，全日二十四小時轉播英國廣播公司國際頻道。在香港電台第六台啟播之前，英國廣播公司國際頻道的節目只於每日下午五時至翌日清晨的時段內於香港電台第五台轉播。
因應行政長官會同行政會議於2017年3月28日決定停止本地數碼聲音廣播服務，港台於2017年9月3日午夜12時正式終止數碼聲音廣播服務，而《香港電台約章》規定香港電台需轉播國家電台的節目，因此香港電台第六台改為轉播中央人民廣播電台香港之聲，英國廣播公司國際頻道之節目曾改為於每晚11時至早上7時由香港電台第四台轉播。
其後由於中華人民共和國國家廣播電視總局不允許英國廣播公司世界新聞台繼續在中國境內落地，對其新一年度落地申請亦不予受理，該轉播安排亦於香港時間2021年2月12日早上7時結束。同日晚上11時起，香港電台第四台不再轉播英國廣播公司國際頻道，每晚改為與香港電台第三台聯合廣播至翌日早上7時。 香港電台第三台與香港電台第四台聯播之安排於2021年4月1日早上7時結束。
2022年4月底至2023年底坪洲發射站重建影響，臨時發射天線的覆蓋有限，沙田、北區、九龍東、港島東接收欠佳。

## 廣播方式
香港電台第六台覆蓋香港的AM發射站位於坪洲。
2012至2017年間，香港電台數碼34台於DAB+頻道220.352兆赫的11C頻道播放，選台號碼為34，音質比其時AM廣播較佳。唯有關數碼聲音廣播服務已於2017年9月3日午夜12時正式終止。

## 發射頻率
| 發射站 | 行車隧道轉播系統 | 中頻／調幅（AM）頻率（kHz） |
| 坪洲   | 大圍隧道、沙田嶺隧道、尖山隧道、南灣隧道、海底隧道、東區海底隧道、大老山隧道、西區海底隧道、大欖隧道、獅子山隧道、香港仔隧道、啟德隧道、城門隧道、將軍澳隧道、長青隧道、愉景灣隧道 | 675                         |

## 外部連結
- 中央人民廣播電台香港之聲 （页面存档备份，存于）
- 香港電台數碼聲音廣播 （页面存档备份，存于）